# Щусь Оксана Йосипівна
Оксана Йосипівна Щусь (17 липня 1931, Харків — 21 травня 2010, Київ) — український історик, дослідниця історії України 1917–1920 років, кандидат історичних наук (з 24 листопада 1962 року). Лауреат Державної премії УРСР в галузі науки і техніки (за 1969 рік).

## Біографія
Народилася 17 липня 1931 в місті Харкові. У 1955 році закінчила історичний факультет Київського державного університету. У 1955–1958 роках — аспірантка Київського державного університету. У 1962 році, під керівництвом доцента І. А. Зозулі, захистила кандидатську дисертацію на тему: «КПРС — організатор і керівник Українського фронту (1918—1919 рр.)». З 1959 року — викладач Київської консерваторії імені П. І. Чайковського. У 1959–1960 роках — старший лаборант, у 1960–1963 роках — молодший науковий співробітник відділу допоміжних історичних дисциплін, у 1963–1968 роках — молодший науковий співробітник, у 1969–1986 роках — старший науковий співробітник відділу історії Великої Жовтневої соціалістичної революції, у 1986–2003 роках — провідний науковий співробітник відділу історії Української революції 1917—1921 років Інституту історії України НАН України.

## Основні праці
- Директорія, Рада Народних Міністрів Української Народної Республіки (1918—1920): Документи і матеріали: У двох частинах — Том 1. — Київ, 2006 (упорядник, у співавторстві);
- Україна: Хроніка ХХ ст.: Рік 1918: Довід. вид. — Київ, 2005 (у співавторстві з А. П. Гриценко);
- Український національно-визвольний рух. Березень — листопад 1917 року: Документи і матеріали. — Київ, 2003 (упорядник, у співавторстві);
- Українська Центральна рада: Докум. і матеріали: В 2 т. — Київ, 1996, 1997 (упорядник, у співавторстві);
- Всеукраїнські військові з'їзди. — Київ, 1992;
- О некоторых вопросах военного строительства в Украине в 1919 г. — Київ, 1991;
- Военное строительство в республике. — Київ, 1987;
- Триумфальное шествие Советской власти на Украине. — Київ, 1987 (у співавторстві);
- Історія Києва. — Том 3. — Книга 1. — Київ, 1987 (у співавторстві);
- История Киева. — Том 3. — Книга 1. — Київ, 1985 (у співавторстві);
- История Украинской ССР. — Том 6. — Київ, 1984 (у співавторстві);
- Створення військово-адміністративного апарату на Україні в 1920 р. і розгортання його діяльності. — Київ, 1982;
- Історія Української РСР. — Том 5. — Київ, 1977 (у співавторстві);
- Ради України в 1917 р. (липень — грудень 1917 р.). — Київ, 1974 (у співавторстві);
- Створення Рад солдатських депутатів у тилових гарнізонах України в 1917 р. — Київ, 1973;
- Підготовка соціалістичної революції та встановлення Радянської влади в Київській губернії (лютий 1917 — лютий 1918 рр.). — Київ, 1967 (у співавторстві);
- В. О. Антонов-Овсієнко. — Київ, 1965.